# جان چارلز
ویلیام جان چارلز ملقب به جان چارلز در ۲۷ دسامبر ۱۹۳۱ در شهر سوئانسی ولز متولد شد، این بازیکن در حالی که فقط هفده سال سن داشت در تیم لیدز یونایتد بازی خود را آغاز کرد و در نه سال حضور در لیدز در ۲۹۷ بازی ۱۵۰ گل به ثمر رساند، این آمار فوق‌العاده باعث شد که یوونتوس مهاجم ۱۸۸ سانتی‌متری و ولزی لیدز را تنها با ۶۵ هزار یورو خریداری کند، وی بعد از پیوستن به یوونتوس درخشش خود را در این تیم ادامه داد و توانست در ۱۵۵ بازی ۹۳ گل به ثمر برساند و همراه یوونتوس سه اسکودتو و جام حذفی را بالای سر ببرد، بعد از ۵ سال حضور در یوونتوس دوباره راهی لیدز شد و بعد از نیم فصل حضور دوباره در لیدز در ۱۱ بازی فقط موفق به ثمر رساندن سه گل شد، وی دوباره راهی فوتبال ایتالیا و این‌بار رم (پایتخت ایتالیا  شد و بعد از نیم فصل حضور در رم در ۱۰ بازی حضور یافت که ثمره آن تنها ۴ گل بود
وی دوباره به فوتبال انگلستان بازگشت ولی اینبار به عضویت کاردیف در آمد، در کاردیف با توجه به اینکه در ۳۲ سالگی به سر می‌برد نتوانست درخشش قبل خود را تکرار کند و در ۶۹ بازی تنها موفق به زدن ۱۸ گل شد، بعد از حضور سه سال در کاردیف در سال ۶۶ راهی دیگر تیم انگلیسی یعنی هرفرد یونایتد شد و در ۱۷۰ بازی که برای این تیم انجام داد موفق به ثمر رساندن ۸۰ گل شد، وی در این تیم به سمت مربیگری هم رسید و چهارسال بازیکن مربی این تیم بود، وی اواخر فوتبال خود را در زادگاهش گذراند و به تیم مدر تایدفیل پیوست و دو سال در این تیم بازیکن مربی بود و سپس از فوتبال خداحافظی کرد
جان چارلس در تیم ملی چندان فروزان نبود، وی که در ۱۸ سالگی اولین بازی ملی خود را انجام داد و در ۳۸ بازی ملی موفق به ثمر رساندن تنها ۱۵ گل شد، آخرین بازی وی برای تیم ملی در یک چهارم نهایی رقابتهای جام جهانی ۵۸ در مقابل برزیل بود که در آن بازی ولز با حساب یک بر صفر مغلوب برزیل شد (گل برزیل را پله به ثمر رساند)، چارلس در آن بازی مصدوم شد و از بازی بیرون رفت
وی هیچوقت وارد عرصه مربیگری نشد و ادامه زندگی خود را در یورک شیر انگلستان گذراند و در ۲۱ فوریه ۲۰۰۴ در ۷۲ سالگی درگذشت.
وی سال ۱۹۹۷ هم به عنوان بهترین بازیکن خارجی تاریخ باشگاه یوونتوس و لیگ فوتبال ایتالیا هم شناخته شد.